# Romain Girouille
Romain Girouille (Saint-Doulchard, 26 april 1988) is een Frans handboogschutter, die zijn vaderland tweemaal vertegenwoordigde bij de Olympische Spelen: 2008 (Peking) en 2012 (Londen).
Giroulle begon met boogschieten toen hij elf jaar was. Hij schiet met een recurveboog. In 2003 werd hij lid van het Frans nationaal team.
Hij deed mee aan de Olympische Spelen in 2008, waar hij in de knock-outfase werd uitgeschakeld. Hij behaalde dat jaar betere resultaten bij de World Cup. Zijn hoogste plek op de FITA-wereldranglijst (3e) behaalde hij in juni 2008. In april 2009 won hij de 1e stage van de World Cup.

## Palmares
| 2008 4e EK outdoor World Cup, stage 2 (individueel) World Cup, finale (individueel) | 2009 World Cup, stage 1 (individueel) WK outdoor (team) |